# Максименко Лідія
Лідія Максименко (19 березня 1981, Запоріжжя, Українська РСР, СРСР) — українська і азербайджанська волейболістка, діагональний нападник. Виступала за національну збірну Азербайджану.

## Із біографії
Вихованиця запорізької волейбольної школи. Після переїзду до Азербайджану стала громадянкою цієї країни. За національну збірну грала на європейських першостях 2007 і 2009 років. У шлюбі з турецьким волейболістом Ібрагімом Еметом.

## Клуби
| Роки      | Клуби               |
| --------- | ------------------- |
| 1998-2004 | ЗДІА (Запоріжжя)    |
| 2004-2009 | «Азеррейл» (Баку)   |
| 2009-2010 | «Єсилюрт» (Стамбул) |
| 2010-2011 | «Баку»              |

## Досягнення
- Чемпіонка Азербайджану (1): 2005
- Срібна призерка чемпіонату Азербайджану (4): 2006, 2007, 2008, 2009
- Срібна призерка чемпіонату України (2): 2003, 2004
- Бронзова призерка чемпіонату України (1): 2002
- Бронзова призерка чемпіонату України (3): 2002, 2003, 2004